# Vallée de Schams
La vallée de Schams appelé en allemand Schams et en romanche Val Schons est une vallée du canton des Grisons en Suisse.

## Géographie
La vallée de Schams est traversée par le Rhin postérieur. Le Rhin postérieur parcourt trois vallées successives : le Rheinwald en amont, la vallée de Schams au milieu et la vallée de Domleschg en aval.

## Sources
- (de) Cet article est partiellement ou en totalité issu de l’article de Wikipédia en allemand intitulé « Schams » (voir la liste des auteurs).